# Gero Wecker
Gero Wecker (né le 22 avril 1923 à Göttingen et décédé le 24 juin 1974 à Berlin) est un producteur cinématographique allemand.
Officier dans les blindés pendant la Seconde Guerre mondiale, il entra ensuite dans la distribution de films et connut en 1952 un succès considérable en proposant pendant l'été aux cinémas allemands le film suédois Elle n'a dansé qu'un seul été qui fit sensation en raison d'une courte scène où Ulla Jacobsson se montrait nue. En 1953 il créa la S.A.R.L. Arca-Filmproduktion.
Avec le film pour enfants Die Mädels vom Immenhof avec Heidi Brühl comme actrice principale, il trouva déjà son public en 1955. Outre des films de musique et de guerre et des heimatfilms il ne cessa très tôt de produire des films avec un arrière-plan exotico-érotique ; ce sont en particulier ses films Liane qui devinrent célèbres connus grâce à Marion Michael qu'il avait découverte et à qui il fit signer un contrat de sept ans pour sa firme. Dans les années 1960, il réalisa aussi plusieurs films policiers sur le modèle des films à succès d'Edgar Wallace.
En avril 1966, il revint à la distribution des films en fondant la Team Filmverleih GmbH, mais il fit faillite en moins d'un an, si bien qu'il ne se consacra plus qu'à la production cinématographique. À l'issue de la décennie, il surfa sur la vague du sexe grâce aux films d'éducation sexuelle d'Oswalt Kolle. Ses dernières productions au début des années 1970 revinrent aux épisodes d'Immenhof. Il mourut brutalement d'une défaillance cardiaque à l'âge de 51 ans.

## Filmographie
| - 1954 : Musik, Musik und nur Musik - 1954 : So war der deutsche Landser - 1955 : Heldentum nach Ladenschluß - 1955 : C'est arrivé le 20 Juillet - 1955 : Die Mädels vom Immenhof - 1955 : Drei Mädels vom Rhein - 1956 : Die wilde Auguste - 1956 : Liane la sauvageonne - 1956 : Hochzeit auf Immenhof - 1957 : Liane, die weiße Sklavin - 1957 : Les Fredaines du capitaine (de) - 1957 : Ferien auf Immenhof - 1957 : Le Troisième Sexe (Anders als du und ich / Das dritte Geschlecht) - 1958 : Ce fut le premier amour (Es war die erste Liebe) - 1958 : U 47 – Kapitänleutnant Prien - 1958 : Romarei, das Mädchen mit den grünen Augen - 1959 : Mandolinen und Mondschein - 1959 : Cour martiale (Kriegsgericht) - 1960 : Ça peut toujours servir (Bomben auf Monte Carlo / Eddie läßt die Bombe platzen) - 1961 : Davon träumen alle Mädchen - 1962 : Das Mädchen und der Staatsanwalt - 1962 : So toll wie anno dazumal | - 1962 : Liebling, ich muß dich erschießen - 1963 : Ferien wie noch nie - 1963 : L'Araignée blanche défie Scotland Yard (Die weiße Spinne) - 1963 : Es war mir ein Vergnügen - 1963 : Jack und Jenny - 1964 : Das Wirtshaus von Dartmoor (de) - 1964 : Frühstück mit dem Tod - 1964 : Lana – Königin der Amazonen - 1965 : Mission à Hong Kong (Das Geheimnis der drei Dschunken) - 1966 : Duel à la vodka (Zwei Girls vom roten Stern) - 1966 : À belles dents - 1967 : Oswalt Kolle: Das Wunder der Liebe - 1968 : Oswalt Kolle: Das Wunder der Liebe, 2. Teil - 1968 : Oswalt Kolle: Deine Frau, das unbekannte Wesen - 1969 : Oswalt Kolle: Zum Beispiel Ehebruch - 1969 : Oswalt Kolle: Dein Mann, das unbekannte Wesen - 1969 : Die liebestollen Baronessen - 1970 : Oswalt Kolle: Dein Kind, das unbekannte Wesen - 1971 : Oswalt Kolle: Was ist eigentlich Pornographie? - 1973 : Die Zwillinge vom Immenhof - 1974 : Sabine - 1974 : Frühling auf Immenhof |

## Source
- (de) Cet article est partiellement ou en totalité issu de l’article de Wikipédia en allemand intitulé « Gero Wecker » (voir la liste des auteurs).